# Eunidia spilota
Eunidia spilota là một loài bọ cánh cứng trong họ Cerambycidae.